# Eraldo Bispo da Silva
Dom Eraldo Bispo da Silva (Monteiro, 13 de agosto de 1966) é um bispo católico brasileiro. É o quarto bispo da diocese de Patos.

## Estudos
Estudou Filosofia no Seminário Interdiocesano São João Maria Vianney, em Goiânia, no período de 1986 a 1988. Cursou Teologia no mesmo seminário, no período de 1989 a 1992. Tem especialização em Metodologia da Formação Presbiteral na Universidade Católica de Salvador (2001-2002) e em Direito Canônico, pelo Instituto Teológico Pastoral para América Latina, Bogotá, Colômbia (2002).

## Presbiterado
Foi ordenado presbítero no dia 24 de abril de 1993, em Monteiro, passando a integrar o clero da diocese de Barreiras, na Bahia.
Nessa diocese, Padre Eraldo exerceu os seguintes encargos:
- Vigário paroquial da Paróquia de Santa Rita de Cássia, em Santa Rita de Cássia – 1993
- Administrador paroquial da Paróquia Nossa Senhora Aparecida, São Desidério – 1994 – 2000
- Pároco da Paróquia de Senhora Santana, Riachão das Neves – 2000 – 2005
- Administrador paroquial da Paróquia Nossa Senhora Aparecida, Luís Eduardo Magalhães – 2005 – 2012
- Coordenador da Pastoral Diocesana – 1997 – 1999 e 2004 – 2006
- Responsável pelos seminaristas – 1999 – 2007
- Secretário do Conselho Presbiteral – 2010 – 2011
- Membro do Conselho de Consultores – 2010 – 2011
- Membro do Conselho para os Assuntos Econômicos – 2010 – 2011
- Juiz Auditor da Câmara Eclesiástica – 2010 – 2011
- Vigário geral – 2012
- Pároco da Paróquia Nossa Senhora do Socorro Perpétuo, em Barreiras – 2012

## Episcopado
Dom Eraldo Silva foi nomeado bispo de Patos pelo Papa Bento XVI, no dia 7 de novembro de 2012. Sua sagração episcopal aconteceu na Praça São João Batista, defronte à catedral diocesana de Barreiras aos 27 de dezembro de 2012. A sagração foi presidida pelo cardeal e arcebispo-emérito da Arquidiocese de São Salvador da Bahia, Dom Geraldo Majella Agnelo. Tomou posse como o quarto bispo diocesano de Patos aos 16 de fevereiro de 2013.